# Goździk chiński

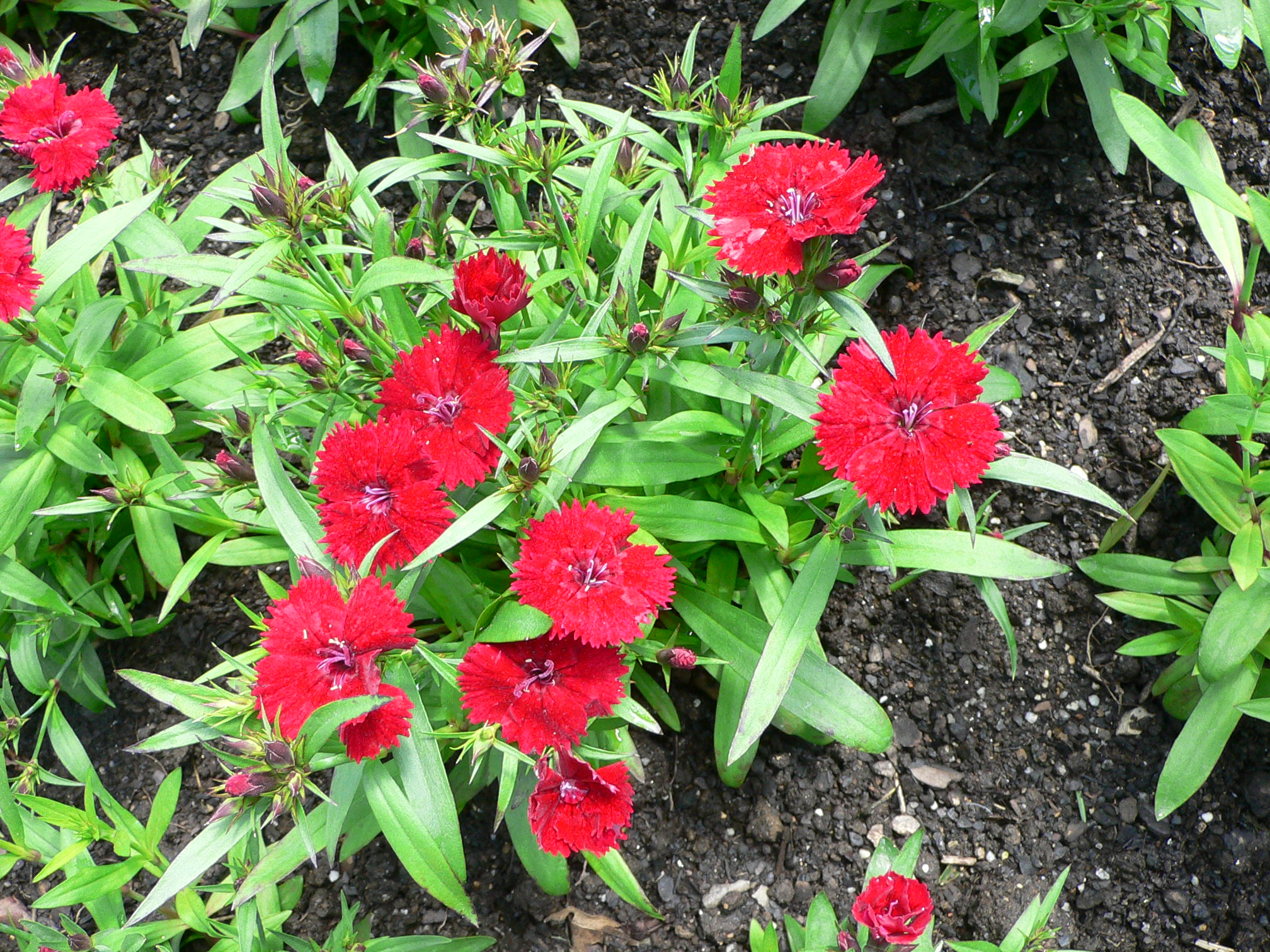

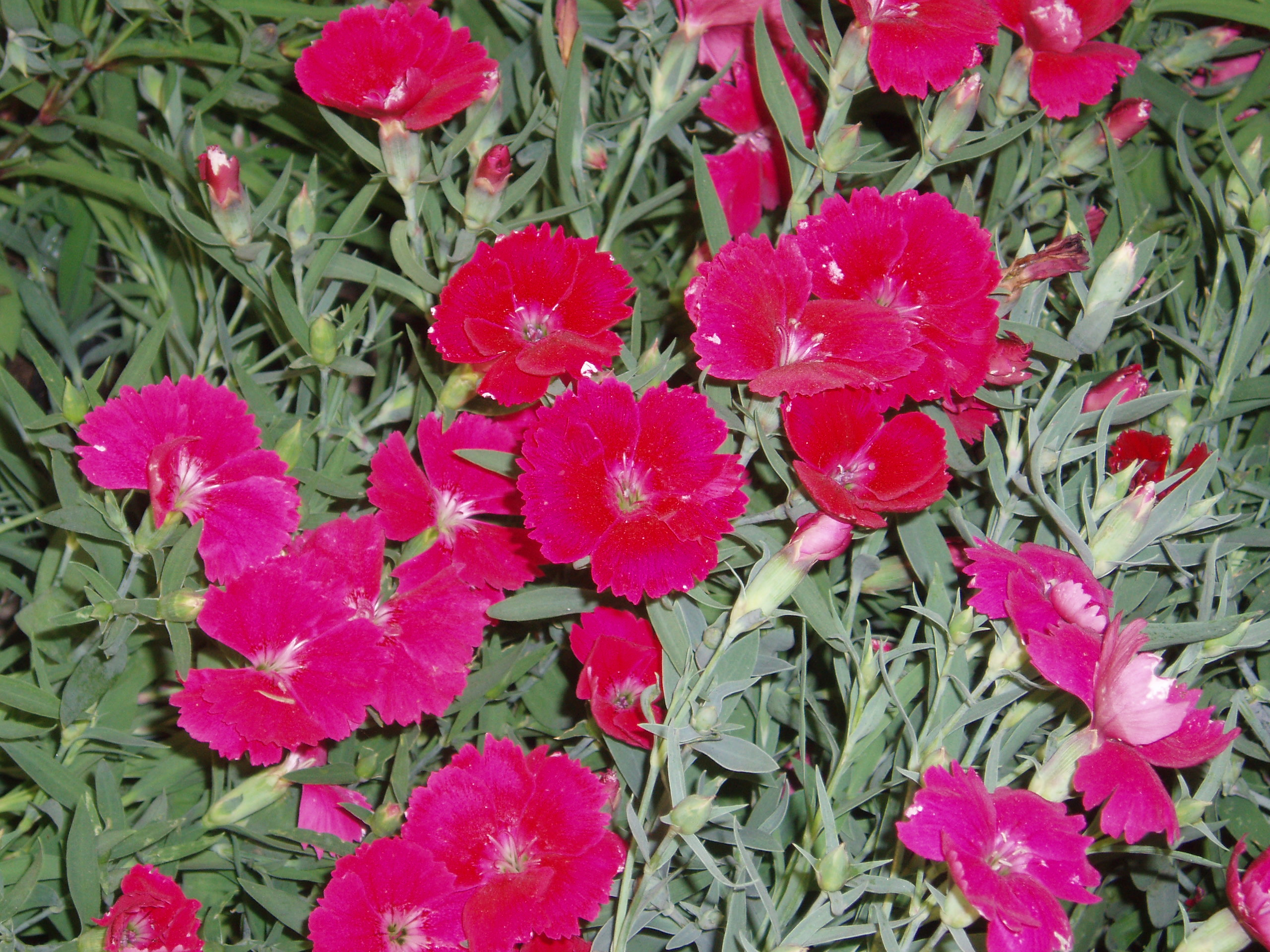

Goździk chiński (Dianthus chinensis L.) – gatunek rośliny należący do rodziny goździkowatych. Pochodzi z Azji (Chiny, Korea, Indie, Nepal i wschodnia część Rosji). W wielu krajach, również w Polsce jest uprawiany jako roślina ozdobna.

## Morfologia i biologia
PokrójRoślina przeważnie jednoroczna, rzadko tylko jest dwuletnia lub wieloletnia. Tworzy luźne kępki o wysokości 12–45 cm. Cały pęd pokryty jest woskiem i ma szarozielony kolor. Pędy gładkie, częściowo płożące się, górą wzniesione i rozgałęzione.
ŁodygaWzniesiona, rozgałęziająca się, sztywna, naga.
LiścieUlistnienie naprzeciwległe. Liście równowąskolancetowate, całobrzegie, ostro zakończone. Są zrośnięte nasadami i podobnie jak łodyga pokryte woskiem.
KwiatyNa łodydze wyrastają 1–3 bezwonne duże kwiaty (średnica 3–8 cm). Kwiaty pojedyncze lub pełne. Zielony, cylindryczny kielich składa się z 5 zrośniętych działek. Korona składa się z 5 wcinanych lub ząbkowanych płatków, wewnątrz niej 1 słupek i 10 pręcików. Kwiaty barwy jednolitej- białej, różowej, czerwonej, szkarłatnej, ciemnowiśniowej, w różnych odcieniach lub z rysunkiem na płatkach. Kolor kwiatów zależy od odmiany, istnieją też odmiany wielobarwne. Kwitnie od lipca do października.
OwocTorebka otwierająca się 4-ząbkami. Nasiona drobne, liczne.

## Odmiany[4]
Odmiany uprawne zostały zebrane w następujące grupy:
1. D.ch. Flore pleno. Kwiaty pełne.
2. D.ch. var. Heddewigii Reg (syn.  D. heddewigii hort.). Kwiaty o średnicy do 10 cm, brzegi płatków ząbkowane, wysokość 35 cm. Istnieją tu m.in. formy:
  - var. Heddewigii - o kwiatach pojedynczych.
  - var. Heddewigii Flore pleno – kwiaty pełne, często z białym oczkiem lub obrzeżeniem.
  - var. Heddewigii laciniatus Reg. – kwiaty bardzo duże, brzegi płatków głęboko wcinane.
  - var. Heddewigii diadematus hort. – rośliny silnie rozkrzewione, zwarte, wysokości 30 cm, na kwiatach nakładające się koliste barwne plamy.
  - var. Heddewigii gardnerianus hort. – rośliny wysokości  40 cm, kwiaty pojedyncze i pełne, czerwone i liliowe, brzegi płatków głęboko wcinane.
3. D.ch. var. Imperialis Grӧnl et Rpl. – tzw. goździk cesarski. rośliny wysokości  15–25 cm, kwiaty o średnicy do 10 cm, bardzo pełne.
4. Formy tetraploidalne znane pod nazwą Dianthus Tetra Heddensis oraz liczne mieszańce m.in. z D. caryophyllus Chabaud i  D barbatus.

## Zastosowanie i uprawa
- Zastosowanie. Uprawiany jako roślina ozdobna, zwykle na kwiat cięty, jako roślina doniczkowa, lub na rabatach.
- Sposób uprawy: Wymaga słonecznych stanowisk, gleba w kulturze, żyzna, przepuszczalna[4]. Uprawiany jest przeważnie z nasion, czasami przez podział bryły korzeniowej. Przy uprawie gruntowej wysiewa się nasiona do ciepłego inspektu w marcu-kwietniu, siewki wymagają pikowania[4], a do gruntu wysadza na początku maja w rozstawie 20-25 × 30 cm.